# 王敦
王 敦（おう とん、266年 - 324年）は、中国の五胡十六国時代の軍人。字は処仲。本貫は琅邪郡臨沂県。琅邪王司馬睿（後の元帝）を擁立し、従弟の王導と共に東晋を建国した。武力に優れ、人望があり、機略に富んでいたとされる。また、書家の王羲之は従甥にあたる。父は王基。兄は王含。甥（王含の子）は王瑜と後に養子になる王応ら。妻は司馬炎の娘の襄城公主。

## 生涯

### 若き日
すっきりとした顔立ちで、変わった目をしていた。学問は『春秋左氏伝』に通暁していて、財産のことは口にせず、清談を好んだ。まだ無名であった時から、王導はただ者ではないと思った。
西晋で恵帝の時代、武帝の娘の襄城公主をめとると駙馬都尉を拝命し、続いて太子舎人となった。当時は王愷・石崇が贅沢を競っており、王敦も宴席によく顔を出した。王愷の宴席では、召使いの女たちが客に酒を振る舞った。客が酒を断ると、王愷は即座に召使いを殺した。王導は下戸だったが、召使いの命が懸かっているので無理して酒を飲み干したが、王敦はわざと断った。また石崇の宴席では、石崇は便所に常に十人ほどの女の召使いを侍らせ、客の着替えを用意してその世話をさせた。客の多くは便所での脱衣を恥ずかしがったが、王敦は平然と接待を受けた。こうした態度から、王導は「処仲（王敦）が世に出ても、心には剛直さと残忍さを抱いているから天寿を全うしないだろう」、石崇の召使い達は「この客は必ず反逆を起こすに違いない」と評した。
八王の乱で皇太子の司馬遹が廃立され、許昌に追放されることになると、王敦は江統らと共に、禁令を犯して見送り、拝礼して涙を流した。世論はこの行動を賞賛した。
司馬倫が皇帝を簒奪し、司馬冏らが反司馬倫の兵を挙げると、王敦は叔父の兗州刺史の王彦に呼応を勧めた。恵帝が帝位に返り咲くと、散騎常侍・左衛将軍・大鴻臚・侍中に昇進し、地方に出て広武将軍・青州刺史となった。

### 実力者となる
八王の乱に勝利した司馬越が実権を握ると、洛陽に呼び戻されて中書監となった。既に劉淵などの独立で華北は乱れており（永嘉の乱）、妻の公主の侍女や奴隷、金銀財宝などは全て部下に分け与え、馬車一台だけで上洛した。司馬越によって揚州刺史に任命され、江東の地に入った。司馬越の側近の潘滔は、反乱を起こす危険性があると反対したが、司馬越はそのまま赴任させた。その後、尚書として洛陽に呼び戻されたが、従わなかった。
八王の乱を逃れた司馬睿が王導の献策により建業に移った時、王敦は召し出されてその配下となった。建興3年（315年）には都督江揚荊湘交広六州諸軍事・江州刺史及び漢安侯となる。やがて西晋の愍帝が劉曜に捕らえられると、晋王となった司馬睿により大将軍の位を授けられ、軍事の全権を掌握した。

### 反乱
永昌元年（322年）、東晋に反乱を起こし武昌で挙兵する。大義名分は東晋の皇帝となった元帝の側近であった劉隗と刁協らの誅殺であったが、王導が彼らを重用した元帝に遠ざけられたためでもあった。王敦は石頭城を守備していた元帝配下の周札を自軍に引き入れることに成功し、官軍に対し大勝利を収める。従甥の王允之は王敦らの反乱の話をたまたま訊いていたため、口封じで殺されるのを恐れ口に指を入れて、わざと嘔吐して病人を装って難を逃れたという。事態を重く見た元帝は、王敦に対し共に天下を治めていくことを誓約し、王敦もこれに応じて丞相になり、刁協・戴淵・周顗・甘卓ら敵対した者たちを殺害した。同年の内に元帝が崩御し、太子が明帝として即位した。

### 最期
太寧2年（324年）、王敦は病に倒れた。王敦には子が無く、兄の王含の子の王応を後継者として、武衛将軍に任じさせた。側近の銭鳳に今後のことを相談され、若年の王応には「非常の事（暗に東晋を滅ぼし、新しい王朝を建てることを指す）」は不可能であるから、自分が死んだら武装を解いて朝廷に帰順するのが上策と答えた。しかし銭鳳・沈充らは、王敦が下策とした再度の挙兵を企図していた。明帝は王敦の病を聞いて見舞いの使者を送ったが、実際には討伐の機会を窺っていた。
王敦は、明帝の側近である温嶠を味方に取り込もうとしたが、温嶠はかえって明帝に、王敦が再び反乱を企てていると報告した。6月、明帝から専横を極めていたと弾劾され、王敦を征伐するための詔勅を下された（より正確には、偽って王敦は死んだと称し、一味の銭鳳らの征伐を命じた。これは王敦が恐れられていたためである）。これに対して王敦は、銭鳳らに引きずられる形で再び東晋に対して反乱を起こそうとした。温嶠を姦臣と糾弾し、温嶠討伐を名目にした。
この時、記室（書記）の郭璞が占いに長じていたので早速吉凶を占わせた。記室は「成功いたしません」と答えた。王敦は、郭璞が温嶠や庾亮と親しいことから、偽って反対していることを疑い、重ねて自らの寿命を尋ねると「事を起こされたら、間もなく禍に遭われますが動かずにいれば、長命が保てます」と答えた。王敦は激怒して「お前の寿命はどうだ？」と質問して「本日で尽きます」と答えたので、斬り殺した。銭鳳らに「天子をどうしましょうか？」と聞かれると、「（明帝は）南郊（での皇帝即位の儀式）をしていないのだから、天子を称する方がおかしい。卿らは東海王（司馬沖）と裴妃（司馬沖の義母で司馬越の未亡人）を保護すればよい」と、明帝の廃立と司馬沖の擁立を企てた。そして重病の王敦に代わり、王含が軍の元帥として出陣し、太寧2年（324年）7月に建康に迫ったが、越城において敗れた。
王敦は敗報を聞くと「兄は老いぼれ下女のように役立たずだ」と述べて自ら陣頭に立とうとしたが、まもなく力尽きて倒れ、59歳で死去した。王敦の死後、王含・王応ら残党も全て平定され、王敦の遺体は明帝の命令で墓から暴かれ、遺体を跪かせた上で斬首し、さらし首にされた（王敦の乱）。遺体を引き取る者はいなかったが、郗鑒の進言で遺族に葬儀を許すことになった。
一族の王導は政治の舞台に戻り、陶侃・庾亮・郗鑒も実力者として台頭していった。